# Ернан Кортес
Ернан Кортес (шп. Hernán Cortés; Медељин 1485 — Кастиљеха де ла Куеста, 2. децембра 1547), такође је познат као Ернандо или Фернандо Кортес. Био је пустолов и конкистадор који је освојио државу Астека, на територији данашњег Мексика. Убрзо, ова територија нашла се под влашћу краљевине Шпаније.
Родио се у месту Медељину, које се налази на југо-западу Шпаније. Води порекло од племићке породице из Екстремадуре. Већ са четрнаест година уписао је студије права на Универзитету у Саламанки, али је веома брзо одустао од школовања и отишао је у Санто Доминго, данашњи Хаити. Након Колумбових освајања у Јужној Америци, Ернан Кортес се придружио његовим трупама, где је обављао посао записничара. Учествовао је у експедицији на Куби, 1511. године, као секретар гувернера Кубе Дијега Веласкеза.
Кортес је распродао своје имање да би купио брод и опремио експедицију чији је главни циљ био успостављање трговинских веза. На пут је Кортес кренуо 18. фебруара 1519. године. Пратило га је 506 војника, стотинак морнара. Имао је шеснаест коња и неколико топова .. Кортес се прво искрцао на обалу Јукатана и тамо основао град Веракруз. Локално становништво га је дочекало са даровима, храном и златом. Индијанци су му рекли да се њихов владар налази у граду Теночтитлан, данас Мексико. Након вишемесечне опсаде, цео град Теночтитлан освојен је 13. августа 1520. Гуатимозин, поглавица Астека, лично се предао Кортесу, што је означавало званичан крај Астечког царства. Сматра се да је у току целог похода убијено између 120.000 и 240.000 Астека

## Детињство и младост
Рођен је у кастиљанској провинцији, у малом граду Медељин. Потиче из војне породице, а био је препознатљив као болешљиво дете. Са само 14 година родитељи су га послали на Универзитет у Саламанки како би студирао права, али се ту задржао само две године. Тамо је научио латински и постао добар у писању. Стекао је и искуства као нотар. По завршеном универзитету, враћа се у свој родни крај, али ни тамо није био задовољан. Родитељи су такође били незадовољни, с обзиром да су за њега желели једну перспективнију, правну каријеру.
У том периоду је откривен и Нови Свет и Ернан је желео да буде део њега. Након неког времена одлучио је да се опроба у војсци и да оде на експедицију у Нови Свет, али није успео да се укрца на брод. Године 1504, успева да оде.

## Одлазак у Нови свет
Ернан Кортес је у Америку стигао бродом којим је командовао Алонсо Кинтеро, који је покушао да превари своје надређене и да у Нови свет дође пре њих, како би себи обезбедио бројна богатства. Бунтовно понашање Кинтера послужило је као узор младом Кортесу у каснијој каријери. Већ као младић од само осамнаест година схватио је да је живот конкистадора обележен ривалствима, издајом и трком за позиције и богатства.
У Санто Доминго долази 1504. године и пријављује се као грађанин. У наредним годинама помагао је да се успостави шпанска власт у колонији. Учествовао је у многим освајањима и као награду од вођа експедиција добио велике земљишне поседе и мноштво робова.
Године 1511, учествовао је у експедицији освајања Кубе коју је водио Дијего Веласкес де Кељар, који је постао гувернер Кубе. Кортесу је додељена улога благајника и он је морао да се побрине да шпанска круна добије петину зараде од експедиције. Гувернер је био веома импресиониран Кортесом и због тога му је обезбедио високу политичку позицију у колонији, тако је Кортес постао секретар гувернера Веласкеза. На Куби је Кортес постао богат и моћан човек, имао је велике поседе, руднике и много Индијанаца који су били његови робови.
Након неког времена односи између гувернера и Кортеса су се погоршали, главни разлог за то је љубомора као и разне сплетке и завере у које су били умешани како би себи обезбедили што већу моћ и богатство. Такође није помогло то што је Кортес био у вези са гувернеровом јетрвом Каталином Хуарес, без намере да је ожени, међутим под притиском гувернера невољно се оженио са њом у нади да ће тиме да се поправи његов однос са гувернером.
Када су се двојица пустолова (Франсиско Ернандес де Кордоба и Хуан де Грихалва) вратила из експедиције у Јукатану, у југоисточном Мексику, са причама о баснословном богатству Индијанаца у једној удаљенијој земљи, богатству нарочито у злату, Кортес је распродао своје имање да би купио брод и опремио експедицију чији је формални циљ био успостављање трговинских веза. Гувернер Кубе Дијего Веласкес де Кордоба одобрио је Кортесов подухват и он одлази у данашњи Мексико.

## Освајање Мексика
Шпанско освајање Мексика се односи на Кортесово освајање Астечког царства од 1519. до 1521. године. У жељи да се истражи полуострво Јукатан , кубански гувернер 1517. године шаље експедицију коју је предводио Ернандес де Кордоба. Након неуспеха, гувернер шаље другу експедицију, овог пута, вођа је био Ернан Кортес.
Године 1519, 18. јануара, Кортес креће са 11 бродова, морнарима, војницима, доктором и неколико стотина кубанских Индијанаца и афричких црнаца. Искрцао се у зони Табаска и основао луку Веракруз. Одатле се упутио у унутрашњост и стигао до престонице Астека, Теночтитлана, где га је дочекао цар Монтезума. Пошто је чуо да је гувернер послао нову експедицију у Мексико са задатком да га ухапси, Кортес одлази до обале где ће је савладати. У међувремену, Астеци су схватили да Шпанци желе да их покоре и да је Монтезума, астечки цар, затворен, па организују протест у коме цар бива рањен, а убрзо и умире. Шпанци су потом били принуђени да беже из града уз велике губитке и пораз, што се у историји назива „Тужна ноћ“ (Noche Triste), између 30. јуна и 1. јула 1520. Повлачећи се из Мексика, Кортесова малобројна војска је недељу дана касније разбила астечку армију код Отумбе и успешно се повукла у Тласкалу, где су их прихватили њихови индијански савезници.
Годину дана касније Кортес организује опсаду Теночтитлана заједно са преосталим, од Астека покореним племенима. Дуготрајна опсада и епидемија малих богиња које су им пренели Шпанци, а на које нису били имуни, довели су до коначног пада Теночтитлана 13. августа 1521. године када се и последњи астечки цар предао Кортесу. Град је покорен, али је разарање настављено, па је на рушевинама тог града настао темељ новог града, Мексика.
Кортеса је 1552. године Карло V именовао за гувернера и генералног капетана Мексика. Шпанцима је требало још 60 година да освоје Средњу Америку, а освајање Јукатана трајало је 170 година. У почетку је Кортес желео да очува основну структуру Астечког царства, али под својим вођством. Племићи, горњи астечки сталеж, научило је шпански, а неки су чак знали и да пишу. До 1582. године, Мексико је имао шездесет и једног вицекраља који су касније проширили територије које је освојио Кортес на северу (Нови Мексико је освојен 1598. године) као и оне на југу. Кортес није једини конкистадор који је записивао своје подвиге, али је једини чији списи нису само прост хронолошки след догађаја. Писма-извештаји о освајању Мексика су документи писани о различитим местима, догађајима, ситуацијама, али су сва намењена једној особи, Карлу V.

## Управљање Мексиком
Краљ Карло V је поставио Кортеса за гувернера новоосвојене територије. Додељена су му и четири асистента која су пажљиво пратила сваки Кортесов покрет. Кортес је покренуо изградњу града Мексика тако што је уништавао храмове и друге грађевине Астека и на том подручју затим подигао овај град. Кортес 1524. године намеће encomienda систем који се односи на имовину. Такође се трудио да покрсти становништво. Затим је провео седам година у покушају да успостави мир међу мексичким Индијанцима, а за то време је градио руднике и пољопривредне поседе. Кортес је први Шпанац који је покушао да узгаја шећер у Мексику, као и да доведе афричке робове у ову земљу. Кортес између 1524. и 1526. године креће на нову експедицију на Хондурас где је поразио Кристобала де Олида који је тврдио да ова територија припада њему. Кортес је током свих ових година тврдио да је водио тежу борбу са људима из своје земље него са Астецима. То наглашава и у писмима која шаље краљу Карлу. Године 1528, одлучује да се врати у Шпанију како би се жалио краљу. Краљ га је одликовао Сантјаговим орденом. Кортес је 1529. именован за маркиза Оахака долине која се до 1811. године преносила на његове наследнике. Долина Оахака је била једна од најбогатијих предела Нове Шпаније. Кортес се 1530. године враћа у Мексико, међутим он нема више некадашњу власт на овој територији. Кортес сазнаје да је Мексико сада анархија. Поврх свега сви сумњају на Кортеса и оптужују га за убиство своје прве жене. Кортес се повлачи у Куернаваку где гради своју палату и истражује територије око Пацифика. Године 1536, Кортес истражује северозападни део Мексика и открива Доњу Калифорнију. Калифорнијски залив је првобитно носио назив Кортесово море, а то име му је дао Франсиско де Уљоа када га је 1539. године открио.

## Експедиција у Хондурас и последице
Од 1524. до 1526, Кортес је предводио експедицију у Хондурас, где је поразио Кристобала де Олида, који је прогласио Хондурас својим под утицајем гувернера Кубе Дијега Веласкеза. Бојећи се да би Куаутемок могао да поведе устанак у Мексику, он га је повео са собом у Хондурас. У једном контроверзном потезу, Куаутемок је погубљен током путовања. Бесан због Олидове издаје, Кортес је издао декрет за хапшење Веласкеза, за кога је био сигуран да је стајао иза Олидове издаје. Једини исход тога је међутим било додатно удаљавање од Кастиљске круне и већа Индије, који су већ од раније били узнемирени због Кортесове растуће моћи.
Кортесово пето писмо краљу Карлу петом покушава да оправда тај поступак, и завршава се оштрим нападом на „разне и моћне ривале и непријатеље“ који су „замаглили очи његовог величанства“. Карло, који је исто тако био цар Светог римског царства, имао је мало времена за удаљене колоније (највећи део Карлове владавине је био заокупљен ратовима са Француском, немачким протестантима и експанзијом Отоманске империје), осим у оној мери колико су доприносиле финансирају његових ратова. Године 1521, године конквеста, Карло је био ангажован на питањима својих немачких домена и бискуп Адријан од Утрехта је деловао као регент Шпаније. Веласкез и Фонсека су убедили регента да именује повереника са овлаштењима да испита Кортесово опхођење, па чак и да га ухапси.

## Каснији живот и смрт
Након експедиције на Доњу Калифорнију, Ернан Кортес се враћа по други пут у Шпанију у нади да ће се суочити са својим сународницима који су поднели велике оптужбе против њега. Био је у великим дуговима, зато што је велики број својих експедиција самостално финансирао, а многобројне парнице су му загорчавале живот. Још једна чињеница која је уздрмала његов приватни живот јесте то што је био занемарен у Шпанији као личност која је допринела ширењу шпанских колонија. Већи део свог каснијег живота је провео у тежњи да добије признање за своја достигнућа и подршку шпанског краљевског двора.
Његов последњи подухват је била експедиција на Алжир која се завршила неуспехом. Кортесов брод је настрадао у олуји док је ишао да се сукоби са чувеним отоманским морепловцем, Барбаросом. Пошто је доживео пораз, Ернан Кортес је желео да се врати у Мексико, али умире од плеуритиса 2. децембра 1547. године.
Сматра се да је последње године свог живота провео у беди. Иза себе оставља тестамент у коме неколико пута мења жељу о месту где ће бити сахрањен. Прво је желео да то буде Hospital de Jesús, коју је сам основао, а после манастир у Мексику, који је наредио да се изгради, али то никада није учињено. Из истог разлога, његови остаци ће бити више пута премештени. Првобитно је сахрањен у цркви San Isidro del Campo у Севиљи, а 1550. године његови остаци су премештени неколико пута унутар саме цркве. Од 1566. до 1628. остаци су се налазили у храму који се зове Templo de San Francisco de Texcoco, близу Мексика. Тек 1794. биће премештени у Hospital de Jesús. Међутим, касније Мексико стиче независност и 1823. године тадашњи министар спољних и унутрашњих послова, Лукас Аламан, сакрио је остатке Ернана Кортеса да би спречио могуће скрнављење, судећи по политичкој атмосфери тог периода. Остаци су пронађени 1946. и 1947. су поново враћене на претходно место, тј. Hospital de Jesús.

## У популарној култури
Кортес се појављује у шпанској серији Конквистадори: Авантура из 2017 и као протагониста у шпанско-мексичкој серији Ернан из 2019. године.